# Battaglia del fiume Driniumor
La battaglia del fiume Driniumor si svolse tra il 10 luglio e il 25 agosto 1944 lungo le rive del fiume Driniumor in Nuova Guinea, durante i più vasti eventi della campagna della Nuova Guinea occidentale della seconda guerra mondiale.
Nell'aprile del 1944 forze anfibie degli Alleati avevano catturato la cittadina di Aitape lungo la costa settentrionale della Nuova Guinea, tagliando fuori e isolando i reparti della 18ª Armata giapponese del generale Hatazō Adachi schierati più a est nella Nuova Guinea orientale; mentre le unità statunitensi del generale Walter Krueger allestivano un perimetro difensivo attorno ad Aitape, ancorato nel suo fianco orientale al corso del fiume Driniumor, il generale Adachi iniziò a muovere i suoi reparti verso ovest per preparare un contrattacco volto a riconquistare la città.
L'attacco giapponese alle postazioni statunitensi sul Driniumor venne sferrato nella notte tra il 10 e l'11 luglio 1944, cogliendo gli Alleati di sorpresa: i giapponesi riuscirono ad aprire una breccia nella linea difensiva e a isolare alcuni reparti statunitensi, ma furono infine bloccati dalla superiore potenza di fuoco degli Alleati. La battaglia si trascinò per diverse settimane con una serie di rinnovati attacchi giapponesi cui facevano seguito dei contrattacchi statunitensi; alla fine, Adachi dovette interrompere l'offensiva e ritirarsi dopo che un riuscito contrattacco statunitense ebbe aggirato il fianco settentrionale dei giapponesi minacciando di accerchiarli. La battaglia, molto costosa per entrambe le parti, fu uno degli scontri più sanguinosi di tutta la campagna della Nuova Guinea.

## Antefatti

### La situazione strategica
Il fiume Driniumor scorre approssimativamente a 32 chilometri a est della cittadina di Aitape sulla costa settentrionale della grande isola nella Nuova Guinea; la zona era, all'epoca dei fatti, parte del Territorio della Nuova Guinea, un possedimento dell'Australia occupato dalle forze dell'Impero giapponese nel corso delle sue offensive nel 1942. Dopo aver bloccato le offensive giapponesi e aver riguadagnato terreno nella Nuova Guinea orientale, dall'inizio del 1944 le forze degli Alleati avevano dato il via a una grande controffensiva anfibia lungo la costa settentrionale dell'isola, avanzando progressivamente verso ovest onde sfruttare la parte occidentale della Nuova Guinea come trampolino di lancio alla volta del loro prossimo obiettivo strategico, la liberazione delle Filippine.
L'offensiva si era aperta il 22 aprile 1944, quando le forze del South West Pacific Area (SWPA) avevano lanciato un doppio assalto anfibio sbarcando in contemporanea a Hollandia (operazione Reckless) e ad Aitape (operazione Persecution), bene a dentro alle retrovie giapponesi; questa mossa aveva di fatto aggirato e tagliato fuori le forze della 18ª Armata giapponese, in fase di ripiegamento dalla Nuova Guinea orientale dopo le sconfitte patite nella campagna della penisola di Huon e nella campagna della catena montuosa Finisterre, attestate nella zona compresa tra Wewak e la baia di Hansa. Dopo aver catturato Aitape al termine di un breve scontro, il 163rd Infantry Regiment statunitense aveva consolidato la posizione fino all'inizio di maggio, quando era stato sostituito sulla linea del fronte dalla sopraggiunta 32nd Infantry Division. Attorno ai campi di volo allestiti nei dintorni di Aitape era stato stabilito un perimetro difensivo, esteso fino a 48 chilometri a est di Aitape stessa e comprensivo di alcuni avamposti lungo il corso del fiume Dandriwad; da queste posizioni, le forze statunitensi conducevano pattugliamenti per localizzare le forze giapponesi nella zona, concentrate principalmente nei dintorni di Wewak 90 chilometri a sud-est di Aitape.

### Preparativi per la battaglia

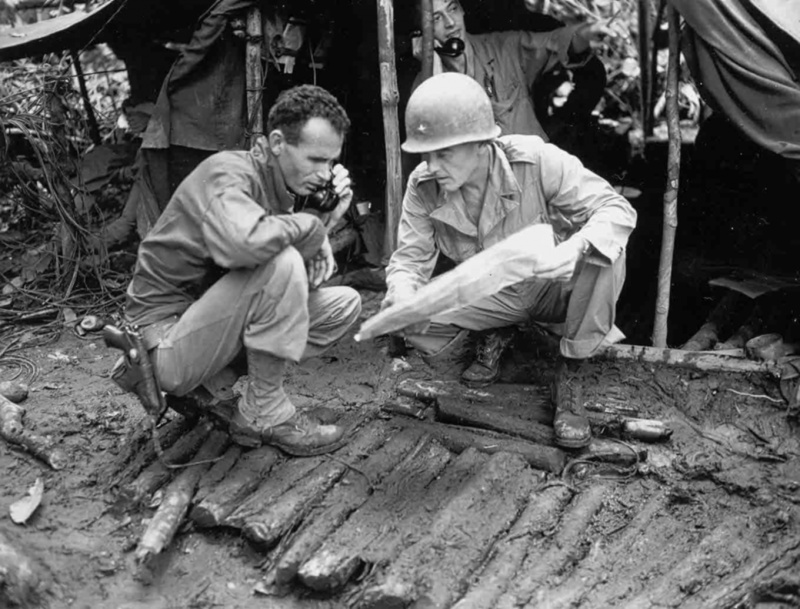
Il generale di brigata Julian Cunningham (a destra), comandante del 112th Cavalry Regiment, fotografato al suo posto di comando sul Driniumor il 9 agosto 1944

Al comando del tenente generale Hatazō Adachi, i giapponesi avevano circa 20 000 uomini della 18ª Armata nella zona di Wewak, reparti reduci da recenti sconfitte e non rinforzati dopo le pesanti perdite accumulate nelle precedenti campagne; la principale forza da combattimento era rappresentata dai reparti della 20ª e 41ª Divisione di fanteria, oltre che da un reggimento distaccato dalla 51ª Divisione. Le informazioni di intelligence raccolte all'inizio di maggio dalla rottura dei codici cifrati nipponici, come pure da documenti nemici catturati, pattugliamenti dell'Allied Intelligence Bureau e altre fonti d'informazioni, rivelarono ben presto agli Alleati che la 18ª Armata era intenta a spostare truppe verso la zona del fiume Driniumor (indicato dai giapponesi stessi come "Hanto"), con l'intenzione di sfondare la linea difensiva statunitense e riconquistare Aitape. In vista della battaglia i giapponesi stabilirono una linea di rifornimento in direzione ovest, costruendo una strada di circa 60 chilometri a partire da Wewak e stabilendo una serie di postazioni difensive costiere per proteggere le operazioni di trasporto navale; ad ogni modo, la carenza di altri mezzi obbligava a trasportare il grosso dei rifornimenti a mano, tramite l'impiego di almeno 7 000 soldati convertiti in portatori. All'inizio di giugno la 18ª Armata aveva solo metà della scorta di munizioni normalmente prevista dai regolamenti logistici nipponici come necessaria per intraprendere una grande battaglia, e molti dei suoi soldati stavano ricevendo solo metà della razione di vettovaglie abituale.
Il risposta ai rapporti dell'intelligence circa i movimenti giapponesi a est di Aitape, il generale Walter Krueger ordinò immediatamente che rinforzi statunitensi fossero fatti affluire nell'area. Verso la fine di giugno iniziò ad arrivare ad Aitape la 43rd Infantry Division proveniente dalla Nuova Zelanda, mentre il 112th Cavalry Regiment e il 124th Infantry Regiment (quest'ultimo distaccato dalla 31st Infantry Division) arrivarono dalla Nuova Guinea orientale. Per tutta la seconda metà di maggio i giapponesi avevano iniziato ad assalire gli avamposti statunitensi sul fiume Dandriwad, forzando infine le punte avanzate statunitensi a ripiegare all'inizio di giugno verso la zona di Yakamul per ricongiungersi al grosso delle loro forze trincerate lungo il corso del fiume Driniumor. Per la fine di giugno, le forze statunitensi attorno ad Aitape avevano raggiunto la consistenza di un corpo d'armata, e il comandante del XI Corps maggior generale Charles P. Hall stabilì il suo quartier generale nella cittadina; circa nello stesso periodo, una forza di copertura costruita attorno al 112th Cavalry Regiment del generale di brigata Julian W. Cunningham fu inviata circa 32 chilometri a est di Aitape per presidiare il fianco orientale della linea difensiva lungo il Driniumor.
Nonostante questi preparativi, le informazioni in mano agli Alleati erano confuse e contraddittorie. Nei giorni precedenti l'attacco, le pattuglie statunitensi non furono in grado di localizzare la maggiore concentrazione di truppe giapponesi almeno fino all'inizio di luglio. Sia il generale Hall che il capo dell'intelligence del SWPA, il generale di brigata Charles A. Willoughby, ritenevano che i giapponesi fossero incapaci di mettere in piedi un grande attacco: per quanto i due ufficiali avessero accesso ai messaggi radio nemici decodificati che indicavano come imminente una simile offensiva, entrambi la consideravano improbabile dato che altri messaggi giapponesi avevano rivelato la disperata situazione logistica in cui versava la 18ª Armata. Altre notizie di intelligence, incluse le informazioni ottenute dagli scontri sostenuti dalle pattuglie avanzate, portarono più volte tra la fine di giugno e l'inizio di luglio i comandi statunitensi a mettere in stato d'allerta le loro truppe circa un'imminente offensiva; nessun assalto era stato tuttavia lanciato in questo periodo, visto che i giapponesi erano stati costretti a rimandare la loro offensiva a causa della situazione dei rifornimenti. Quando infine l'attacco fu lanciato, gli statunitensi furono colti completamente di sorpresa.

## La battaglia

### Il primo attacco giapponese

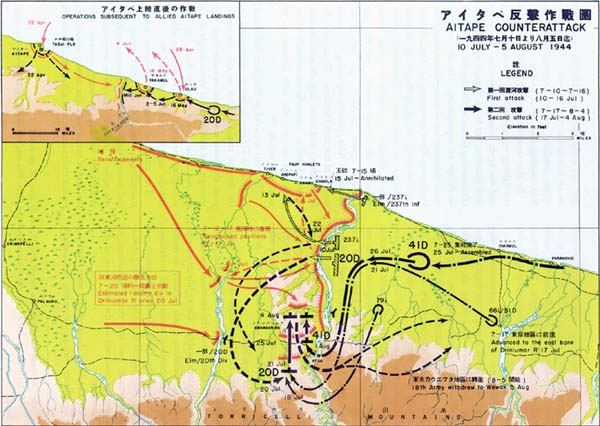
Carta delle operazioni sul Driniumor tra il 10 luglio e il 5 agosto 1944, con indicati i movimenti delle unità giapponesi (in nero) e statunitensi (in rosso)

Nella notte tra il 10 e l'11 luglio 1944, una forza di circa 10 000 giapponesi lanciò un attacco in massa attraverso il fiume Driniumor, supportati dal fuoco di pezzi d'artiglieria da 70 mm e 75 mm trasportati a mano attraverso la giungla. Il piano d'attacco giapponese prevedeva di impiegare una forza di tre reggimenti (il 78º, 80º e 237º Reggimento fanteria) in un assalto simultaneo lungo una linea continua sul fronte compreso tra i villaggi di Paup sulla costa e Afua nell'interno. Dopo cinque minuti di bombardamento d'artiglieria, l'assalto iniziò alle 22:55 del 10 luglio: l'attacco iniziale fu molto poco coordinato, essendo ostacolato dal terreno impervio, e il 78º sferrò il suo assalto circa 20 minuti prima dell'80º Reggimento, seguito quindi dagli elementi principali del 237º Reggimento che si mossero solo alle 02:00 dell'11 luglio. Per le 03:00 l'attacco si era fondamentalmente esaurito, ma un secondo assalto fu sferrato intorno alle 05:00 quando il secondo scaglione del 237º Reggimento, unitamente al personale di supporto e dell'artiglieria, attraversò il corso del Driniumor vicino alla foce. Questi movimenti secondari continuarono fino al sorgere del sole, quando gli elementi del 78º e dell'80º Reggimento iniziarono a raggrupparsi in un'area di terreno elevato a circa 730 metri a nord-ovest della linea di resistenza statunitense; il 237º, il cui comandante colonnello Nara era rimasto separato dal suo quartier generale, si prese più tempo per riorganizzarsi.
Le compagnie E e G del 128th Infantry Regiment statunitense sostennero il grosso dell'assalto dei tre reggimenti giapponesi, supportate dal fuoco delle mitragliatrici pesanti e dei mortai come pure dal tiro indiretto dell'artiglieria pesante del 120th e 129th Field Artillery Battalion, posizionati in supporto lungo la sponda occidentale del Driniumor; la concentrazione di fuoco pesante degli statunitensi inflisse pesanti perdite alle truppe d'assalto giapponesi e distrusse un gran numero di armi di supporto nemiche. La Compagnia G, ancorata sulla destra a un battaglione del 127th Infantry Regiment, fu in grado di tenere la maggior parte delle sue posizioni, ma il fronte della Compagnia E cedette al centro per via della pressione del nemico: almeno 30 membri della compagnia furono uccisi o feriti, anche se diversi dei sopravvissuti, unitamente a distaccamenti di supporto della Compagnia H, riuscirono a ritirarsi dietro le linee tenute dalla Compagnia F, sulla sinistra dello schieramento statunitense lungo la costa. Vari dispersi della Compagnia E rimasero invece dietro le linee giapponesi almeno per i successivi tre giorni.
Nonostante le forti perdite causate dalle mitragliatrici e dall'artiglieria statunitense, i giapponesi avevano aperto una grossa breccia nella linea di resistenza nemica ampia circa 1 200 metri; di conseguenza, le unità statunitensi iniziarono a ripiegare tra l'11 e il 12 luglio verso posizioni di arresto secondarie da cui trattenere ulteriori avanzate del nemico. Con il loro assalto iniziale, i giapponesi avevano ottenuto uno sfondamento al centro forzando gli statunitensi a ritirarsi di circa 5 chilometri verso ovest, in una zona compresa tra i ruscelli Koronal e X-ray; tuttavia, i giapponesi non furono in grado di sfruttare appieno il loro successo iniziale a causa dei loro problemi di comunicazione e approvvigionamento. Il comando statunitense ordinò di preparare un contrattacco e, tra il 13 e il 14 luglio, i reparti iniziarono a consolidare la loro linea e chiudere il varco apertosi tra e unità a nord e quelle a sud della breccia. Per supportare il progettato contrattacco, furono radunati almeno tre battaglioni di artiglieria campale armati di obici da 105 mm: il 129th e il 149th Battalion furono schierati in appoggio alle unità a nord della breccia giapponese, e il 120th Battalion in appoggio a quelle a sud; ulteriore fuoco d'appoggio proveniva dai cannoni pesanti da 155 mm del 181st Battalion, schierato nelle retrovie. Dopo una ritirata combattuta attraverso la giungla, le unità statunitensi riuscirono a raggrupparsi dove possibile e a sferrare il loro contrattacco il 13 luglio per chiudere la breccia nel loro schieramento; a supportare questa azione, due battaglioni del 124th Regiment furono inviati a unirsi ai combattimenti, bloccando i tentativi del 273º Reggimento giapponese di prendere il villaggio di Paup e dando vita ad altri scontri nei pressi del villaggio di Tiver.

### Attacchi e contrattacchi

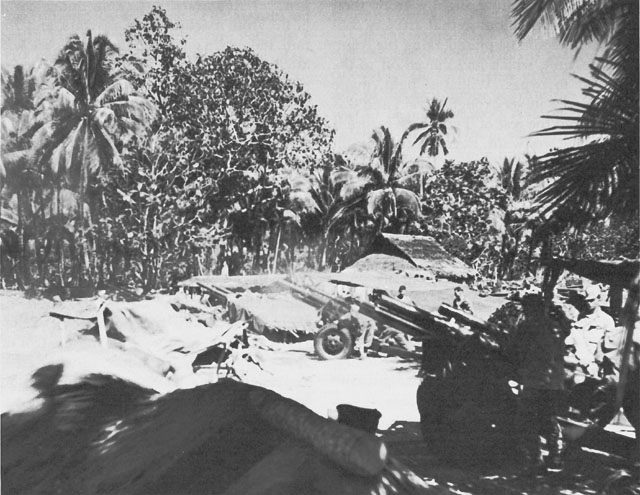
Artiglieria del 129th Field Artillery Battalion statunitense impegnata in azione nel corso degli scontri del Driniumor

I giapponesi rinnovarono l'offensiva tra il 15 e il 16 luglio, quando elementi della 20ª Divisione attaccarono a nord ovest verso il villaggio di Afua; l'attacco portò a pesanti scontri con i reparti del 112th Cavalry e del 127th Infantry Regiment, schierati sul lato sud della linea statunitense, ma i giapponesi non riuscirono a consolidare le loro conquiste e, dopo aver preso per due volte il villaggio, furono infine costretti a ritirarsi. Dopo gli scontri attorno ad Afua, il resto di luglio vide una serie di intensi combattimenti a occidente del fiume, a mano a mano che le opposte unità entravano in contatto nella giungla vicino alla costa e sulle pendici dei Monti Torricelli; mentre i combattimenti si trasformavano in combattimenti corpo a corpo nella giungla, una forte pressione venne mantenuta su alcune sacche di truppe statunitensi ancora aggrappate alle loro posizioni sul fiume, completamente accerchiate dalle truppe giapponesi che erano determinate a spazzarle via per mettere in sicurezza l'area di Afua. Il 22 luglio i giapponesi occuparono nuovamente Afua, ma il giorno successivo rinforzi del 127th Regiment statunitense ripresero il villaggio e iniziarono a ricongiungersi alle sacche tenute dal 112th Cavalry Regiment sul fiume. In risposta, il generale Adachi decise di lanciare un nuovo attacco verso Afua impiegando le sue riserve, il 66º Reggimento e il nucleo centrale della 41ª Divisione, in un'azione comune con quanto restava della 20ª Divisione: iniziato il 29 luglio, l'attacco infuriò per diversi giorni portando i giapponesi a conquistare diverso terreno, al prezzo però di pesanti perdite.
Anche le forze statunitensi stavano, nel mentre, preparando la loro controffensiva, sferrata tra il 29 e il 31 luglio. Questa azione mirava ad aggirare le forze giapponesi che attaccavano intorno ad Afua impiegando elementi del 124th e 169th Regiment, che si spinsero a est del Driniumor a partire dalla sezione settentrionale della linea alleata vicino alla costa, avanzando verso il torrente Niumen prima di piegare a sud e poi a ovest per avvolgere le forze giapponesi impegnate ad attaccare il fianco meridionale del fronte statunitense. All'inizio di agosto la spinta giapponese in direzione di Afua si era ormai esaurita e i reparti nipponici iniziarono a essere respinti verso est oltre il Driniumor; le unità giapponesi sul fianco destro, lungo la costa, si attestarono a difesa offrendo una forte resistenza alla controffensiva statunitense prima di ripiegare per riorganizzarsi e rifornirsi vicino ai villaggi di Yamakul e Maljip. Il 4 agosto Adachi ordinò una ritirata generale delle forze giapponesi alla volta di Wewak, sebbene gli scontri proseguirono fino al 10 agosto mentre le forze statunitensi incalzavano la retroguardia nipponica; all'incirca in questo periodo, elementi della 43rd Division arrivati dalla Nuova Zelanda iniziarono a rilevare sulla linea del fronte le esauste compagnie del 127th e del 128th Regiment. A partire dal 16 agosto la 43rd Division si assunse il compito di inseguire le forze giapponesi in ritirata: le pattuglie statunitensi si spinsero fino ai villaggi di Marubian, Charov e Jalup, ma non furono in grado di stabilire un contatto con il nemico finché non arrivarono davanti alle solide postazioni difensive nipponiche allestite sul fiume Dandriwad. A questo punto il generale Krueger ordinò di cessare l'avanzata e la battaglia fu dichiarata ufficialmente conclusa il 25 agosto.
Durante gli scontri del Driniumor, le forze statunitensi poterono godere del supporto aereo da parte dei cacciabombardieri Bristol Beaufighter e Bristol Beaufort australiani del No. 71 Wing RAAF e dei velivoli da ricognizione statunitensi del 110th Reconnaissance Squadron, operanti dalle basi aeree di Tadji e Saidor. Ulteriore fuoco d'artiglieria d'appoggio ai reparti a terra venne fornito dalle navi della Task Force 74 alleata, composta dagli incrociatori pesanti australiani HMAS Australia e HMAS Shropshire, e dai cacciatorpediniere HMAS Arunta, HMAS Warramunga, USS Ammen e USS Bache. Motosiluranti e cacciatorpediniere statunitensi svolsero anche operazioni di interdizione dei trasporti navali giapponesi lungo la costa tra Aitape e Wewak, oltre ad aprire il fuoco contro le concentrazioni di truppe nemiche in movimento lungo la strada costiera.

## Conseguenze
Quattro militari statunitensi furono insigniti, tutti postumi, della Medal of Honor (massima onorificenza degli Stati Uniti) per le loro azioni di valore durante la battaglia del Driniumor: il soldato semplice Donald R. Lobaugh del 127th Infantry Regiment, il sergente scelto Gerald L. Endl del 128th Infantry Regiment, e i secondi tenenti George W. G. Boyce, Jr. e Dale Eldon Christensen del 112th Cavalry Regiment. In totale gli statunitensi subirono nella battaglia circa 3 000 perdite, tra cui 440 morti, 2 500 feriti e 10 dispersi; il grosso delle perdite era concentrato nei ranghi del 112th Cavalry e del 124th e 169th Infantry Regiment. I giapponesi, conteggiando anche le perdite dovute a cause non legate al combattimento come fame e malattie, persero negli scontri lungo il Driniumor tra gli 8 000 e 10 000 uomini in totale; le quattro settimane della battaglia del Driniumor rappresentarono uno dei più brutali scontri di tutta la campagna della Nuova Guinea, superato solo in numero di vittime dai sanguinosi assalti frontali degli Alleati alle piazzeforti giapponesi durante la battaglia di Buna-Gona tra il novembre 1942 e il gennaio 1943.
Dopo la battaglia, le forze statunitensi tornarono a concentrare a loro attenzione sul consolidare e difendere i campi di volo allestiti attorno ad Aitape, limitando i loro movimenti solo a operazioni di pattugliamento lungo il perimetro difensivo. Nel mentre, Adachi attuò una riorganizzazione delle forze giapponesi: il quartier generale della 18ª Armata nipponica fu ricollocato a Wewak, con la 51ª Divisione attestata intorno a questa cittadina, mentre elementi della 20ª Divisione furono dislocati tra i villaggi di But, Dagua e Maprik più a ovest e la 41ª Divisione fu spostata nella zona del fiume Anumb. Dopo aver subito pesanti perdite e aver ricevuto solo miseri rifornimenti, i giapponesi furono obbligati ad astenersi da ulteriori operazioni offensive; la linea del fronte nella zona di Aitape-Wewak rimase quindi stazionaria e tranquilla almeno fino al novembre del 1944: dopo che i reparti statunitensi ad Aitape furono sostituiti dalle unità della 6th Division australiana, queste ultime furono inviate a sloggiare i giapponesi dai loro capisaldi attestati attorno a Wewak, dando quindi luogo a un'altra sanguinosa campagna proseguita fino agli ultimi giorni del conflitto.